# 綁架黃七輝
《綁架黃七輝》是香港一部驚悚片，於1993年8月20日上映，片長90分鐘，故事改編自1990年4月13日在香港發生的王德輝綁架案，由高先明擔任導演，李兆華監製，永盛音像企業有限公司出品，新寶娛樂有限公司發行。

## 劇情
黃七輝為一個香港富商，但就是因為這個原因，導致他常被綁架，有一次，他被綁架時被香港探長鍾偉正及台灣幹探李長髮聯手救走，黃七輝為答謝兩人，設宴招待，在宴中黃七輝更與鍾偉正結拜為兄弟。在多年后，鍾偉正已退休，自己的兒子鍾子明開設建築公司，鍾偉正動用大量退休金，黃七輝口頭答應判工程給予明，令鍾偉正非常開心，但其實黃七輝表面老實，其實為奸商，令鍾子明公司損失慘重，並欠下高利貸大量金錢，家門外更被淋上紅油以恐嚇還錢。鍾偉正很憤怒，去了黃七輝的公司找其理論，卻被其放狗咬，鍾偉正與自己的兒子鍾子明的女友憤怒之下，決定要綁架黃七輝...

## 演員表
| 角色   | 演員           | 粵語配音 | 備註                                       | 原型                   |
| ------ | -------------- | -------- | ------------------------------------------ | ---------------------- |
| 鍾偉正 | 鄭則仕         | 楊捷康   | 香港探長                                   | 退休香港警署警長鍾維政 |
| 黃七輝 | 秦 沛          | 張炳強   | 香港富商，常被綁架，表面老實，其實為奸商   | 富商王德輝             |
| 龔慈心 | 鄭佩佩         | 龍寶鈿   | 黃七輝妻子                                 | 龔如心                 |
| May    | 羅慧娟         | 黃鳳英   | 鍾子明的女友                               |                        |
| 張誠   | 吳鎮宇         | 鄧榮銾   | 對正破獲綁架黃七輝案甚感興趣，亦崇拜鍾偉正 |                        |
| 鍾子明 | 李家聲         | 古明華   | 鍾偉正的兒子                               | 鍾志能                 |
| 李長髮 | 許紹雄         |          | 台灣幹探                                   | 陳麒元                 |
| 鄭守志 | 吳廷燁         | 高翰文   | 和鍾偉正合作綁架黃七輝                     |                        |
| 大鼻   | 駱達華         | 張炳強   | 鄭守志下屬                                 |                        |
| 韋sir  | Edward Corbett |          | 鄭守志下屬                                 |                        |

## 電影分級
根據《電影檢查條例》，本片含有大量粗口鏡頭，並列為只准18歲或以上人士觀看（III）。

## 軼事
本片為秦沛是繼溶屍奇案後，第三次參演三級片及在鏡頭前爆粗。而拍攝地點則位於東龍集團有限公司（吉利汽車控股有限公司前身(0175.HK)）、台北、基隆等。